# Grass (Kartenspiel)
Grass ist ein Kartenspiel für 2 bis 6 Spieler ab 15 Jahren. Spielziel ist, ein erfolgreicher Dealer zu werden. Ein einzelnes Spiel dauert etwa 20 Minuten. Das Spiel war von 1980 bis 1986 in den Games 100 beim Games Magazine.

## Spielverlauf im Überblick

### Spielziel
Jener Spieler, der als Erster insgesamt 250.000 $ erreicht oder überschritten hat, gewinnt.

### Spielbeginn
Zu Beginn erhält jeder Spieler sechs Karten, die verdeckt in der Hand gehalten werden. Die restlichen Karten werden verdeckt in der Tischmitte gestapelt. Nach dem Geben beginnt der Spieler links des Kartengebers; danach ist – nach Abschluss eines Spielzuges – stets der linke Spielnachbar als Nächstes dran.

### Spielverlauf
Das Spiel wird in einer oder mehreren Runden gespielt. Eine Runde beginnt mit dem zugberechtigten Spieler. Dieser zieht zunächst eine Karte vom verdeckten Stapel. Er hat nun folgende Möglichkeiten:
- den eigenen Markt eröffnen, indem er vor sich auf den Tisch eine Market Open-Karte offen ausspielt.

- den eigenen Markt erweitern, indem er dort eine Karte ablegt. Falls der eigene Markt durch eine Heat On-Karte blockiert ist, so darf er bestimmte Karten jedoch nicht ausspielen.

- einen Mitspieler blockieren. Dazu legt er eine Heat On-Karte auf die Market Open-Karte eines Mitspielers.

- Kartentausch anbieten. Dabei muss er explizit angeben, welche Karte er zum Tausch anbietet; und auch der Tauschinteressent muss explizit angeben, welche Karte er im Austausch anbietet. Falls beide den Deal akzeptieren, tauschen sie – für alle Mitspieler sichtbar – offen diese Karten.

- eine Karte offen in der Tischmitte ablegen (Wasted Pile, direkt neben dem verdeckten Stapel). Zu unterscheiden ist hierbei, ob die Karte einfach nur abgeworfen wurde (und somit keinen weiteren Einfluss auf das Spiel hat), oder ob die Karte weitere Aktionen zur Folge hat.

- den eigenen Markt schließen, indem er eine Market Close-Karte offen auf seinen – nicht durch Heat On blockierten – Market Open ablegt. Hiermit endet die Spielrunde.

Am Ende seines Zuges muss jeder Spieler immer genau 6 Karten in der Hand halten.

### Spielende
Hat ein Spieler nach Abschluss einer Spielrunde die $250.000-Marke geknackt ist das Spiel zu Ende.
Das Spiel wird ebenfalls beendet, wenn der verdeckte Kartenstapel in der Tischmitte verbraucht ist, also keine weitere Karte mehr gezogen werden kann.

## Karten und Spielverlauf im Detail
Das Grass-Spiel besteht aus insgesamt 104 Karten, die sich grob in gute, schlechte und – für die Endabrechnung – neutrale Karten unterteilen lassen. Für das Spiel und die Karten wird auch im deutschen Sprachraum meist der originale amerikanische Slang verwendet. Nachfolgend wird darum auf eine Übersetzung verzichtet, ein Glossar des Slangs ist am Ende dieses Artikels zu finden.

### Market Open
Eine ausgespielte Market Open-Karte ist Grundvoraussetzung, um selbst auf dem Markt zu agieren (und dort Pluspunkte zu machen). Ohne ein Market Open ist es nicht möglich, auf der Hand gehaltenes Grass auszuspielen. Dennoch ist es auch ohne selbst ausgespielte Market Open-Karte möglich, Gegenspieler mittels Heat On-Karten zu blockieren.
Jeder Spieler benötigt lediglich eine ausgespielte Market Open-Karte, um am Markt agieren zu können. Danach sind diese höchstens noch als Tauschkarten oder bei geplantem Ausspiel der Utterly Wiped Out-Karte von Wert. Insgesamt existieren 10 Market Open-Karten.

### Peddle
Grüne Peddle-Karten repräsentieren das im Spiel befindliche Grass, also das Spielgeld. Bei Spielende werden die auf dem eigenen Markt ausgelegten Peddle-Karten als Pluspunkte gewertet. Von den Peddle-Karten, die bei Spielende noch auf der Hand gehalten werden, wird lediglich die höchste als Minuspunkte gewertet.
Insgesamt gibt es 28 Peddle-Karten in folgender Stückelung: 12 × 5.000 $ (Home Grown oder Mexico), 10 × 25.000 $ (Colombia oder Jamaica), 5 × 50.000 $ (Panama) und 1 × 100.000 $ (Dr. Feelgood).

### Protect
Mit violetten Protect-Karten kann ein Dealer einen Teil seines Grass-Markts ins sichere Ausland transferieren. Dieses Geld ist dann sicher vor jedem Zugriff geschützt; dies allerdings so sicher, dass auch der Spieler selbst nicht mehr darauf zurückgreifen kann. Er darf dieses danach nicht mehr dazu verwenden, um z. B. die Blockade seines Markts (Heat On) durch Zahlung einer Geldstrafe (Pay Fine) aufzuheben.
Insgesamt existieren 6 Protect-Karten: 4 × 25.000 $ (Catch a buzz oder Grab a snack) und 2 × 50.000 $ (Lust conquers all). Lediglich die Dr. Feelgood Karte (100.000 $) kann nicht geschützt werden.

### Heat On
Mit roten Heat On-Karten können Mitspieler blockiert, verraten und verpfiffen werden. Wem der eigene offene Markt durch Heat On blockiert ist, der hat erstmal nur noch eingeschränkte Möglichkeiten. In dieser Situation verboten ist, Grass auf dem eigenen Markt auszulegen, durch Market Close das Spiel zu beenden oder Mitspielern Karten zu klauen (Steal Your Neighbor's Pot). Weiterhin ist es einem durch Heat On blockierten Spieler verboten, seinerseits eine Heat On-Karte auszuspielen, um andere Spieler zu blockieren.
Ein durch Heat On blockierter Dealer muss sich also vor allem erstmal darum kümmern, diese Blockade wieder aufzuheben. Möglich ist dies durch eine passende Heat Off-Karte, eine Nirvana-Karte, durch Zahlen einer Geldstrafe (Pay Fine) oder durch totalen Bankrott (Utterly Wiped Out).
Insgesamt existieren 12 Heat On-Karten in den vier Kategorien: Bust, Detained, Felony und Search & Seizure. Trotz der unterschiedlichen Kategorie-Bezeichnung sind Heat On-Karten im weiteren Spielverlauf gleichrangig.

### Heat Off
Durch Ausspielen einer roten Heat Off-Karte (mit diagonalem schwarzen Balken) kann ein Spieler die Heat On-Blockade seines Marktes wieder aufheben. Voraussetzung dabei ist jedoch, dass die Kategorie passt: Ein Heat On Bust kann z. B. nur mit einem Heat Off Bust aufgehoben werden, ein Heat Off Detained wäre hier wirkungslos.
Insgesamt existieren 20 Heat Off Karten in den vier Kategorien: Bust, Detained, Felony und Search & Seizure.

### Pay Fine
Das Ausspielen einer Pay Fine-Karte ist eine weitere Möglichkeit, um ein Heat On aufzuheben, allerdings muss man dafür eine Geldstrafe zahlen. Hierfür wird die niedrigste ausgespielte und ungeschützte Geldkarte des eigenen Markts auf den offenen Ablegestapel in der Tischmitte gelegt. Wer noch kein Geld ausgelegt hat, oder wer bereits alles Geld ins Ausland transferiert hat (Protect), kann allerdings auch keine Geldstrafe zahlen – und Pay Fine darum nicht für sich nutzen.
Insgesamt existieren 4 Pay Fine-Karten.

### Nirvana
Das Ausspielen einer hellblauen Nirvana-Karte versetzt Dealer in gute Stimmung:
- Zunächst kann dadurch – falls vorhanden – eine eigene Heat On-Blockade aufgehoben werden.

- Zudem darf mit einer Stone High-Karte der Dealer von jedem Mitspieler die niedrigste ausgespielte und ungeschützte Grass-Karte klauen und diese zu seinem eigenen offenen Markt transferieren; mit einer Euphoria-Karte sogar von jedem Mitspieler die jeweils höchste ausgespielte und ungeschützte Grass-Karte.

- Außerdem darf der Spieler danach sofort eine weitere Karte vom verdeckten Kartenstapel in der Tischmitte ziehen, und er ist sofort ein weiteres Mal an der Reihe.

Insgesamt existieren 5 Stone High-Karten und 1 Euphoria-Karte.

### Paranoia
Wer die schwarzen Paranoia-Karten auf der Hand hält oder ausspielt, hat einen schlechten Trip erwischt. Es gibt drei Kategorien von Paranoia-Karten: 4 x Sold Out, 3 x Double Crossed und 1 x Utterly Wiped Out, die unterschiedlich heftige Nebenwirkungen haben:
- Wird ein Sold Out ausgespielt, verliert der Spieler seine niedrigste ungeschützte ausgespielte Grass-Karte und setzt danach einmal aus. Bei Double Crossed verliert er seine höchste ungeschützte ausgespielte Grass-Karte und setzt danach zweimal aus. Beim Utterly Wiped Out verliert er alle ungeschützten ausgespielten Grass-Karten, zusätzlich seine ausgespielte Market Open-Karte, und er muss danach zweimal aussetzen.

- Sobald eine Paranoia-Karte ausgespielt wird, muss zudem jeder Spieler eine von seinen auf der Hand gehaltenen Karten an seinen linken Mitspieler abgeben. Diese wird verdeckt geschoben. Die Karte, die man vom rechten Spielnachbarn erhält, darf erst angesehen werden, wenn man selbst bereits eine eigene Karte verdeckt an seinen linken Mitspieler geschoben hat. Es ist also nicht erlaubt, die Karte, die man gerade selbst erhalten hat, sofort weiterzuschieben.

Bei Spielende noch auf der Hand gehaltenen Paranoia-Karten werden ALLE als Minuspunkte gewertet.

### Skim
Mit Skim-Karten werden Mitspieler abgeschöpft. Hierzu gehören die vier gelben Steal Your Neighbor's Pot-Karten. Wer diese ausgespielt, darf vom Markt eines Mitspielers eine ungeschützte Grass-Karte klauen und diese auf seinem eigenen Markt auslegen. Meist wird dies die teuerste ausgelegte Karte sein, z. B. Dr. Feelgood (100.000 $) oder Panama (50.000 $).
Auch die eine Banker-Karte gehört zu den Skim-Karten. Während des Spiels kann diese jedoch nicht ausgespielt werden, sondern allenfalls wirkungslos abgeworfen werden. Wenn hingegen bei Spielende jemand den Banker auf der Hand hält, dann verliert jeder andere Spieler 20 Prozent seines ausgespielten ungeschützten Grass zugunsten des Bankers.

### Market Close
Durch Ablegen einer (von insgesamt 5) Market Close-Karte auf die eigene unblockierte Market Open-Karte wird das Spiel beendet und danach abgerechnet und gewertet.
Ein Market Close darf nicht gespielt werden, wenn der eigene Markt durch Heat On blockiert ist. Es ist auch nicht erlaubt, Market Close auf eine fremde Market Open-Karte zu legen, um das Spiel hierdurch zu beenden.
Market Close-Karten dürfen auch offen in der Tischmitte abgeworfen werden, diese verpuffen dann aber wirkungslos, das Spiel geht also weiter.

## Spielende und Wertung
Nach Spielende wird abgerechnet und die Punktzahlen werden auf einem Zettel notiert:
Hierbei wird mit den Pluspunkten begonnen: Alles Grass, welches auf dem eigenen Markt ausgespielt wurde, wird summiert und als Pluspunkte gewertet.
Danach wird notiert, welche Karten jeder Spieler nicht ausgespielt hat: Der Wert der höchsten noch auf der Hand gehaltenen Peddle-Karte wird als Minuspunkte notiert; wäre sie hingegen ausgespielt worden, wären es Pluspunkte gewesen.
Zudem wird jede auf der Hand gehaltene Paranoia-Karte als negativ gewertet: Jeder Sold Out mit minus 25.000 $, jeder Double Crossed mit minus 50.000 $ und der Utterly Wiped Out mit minus 100.000 $.
Abgesehen von diesen Peddle- und Paranoia-Karten sind alle anderen bei Spielende noch auf der Hand gehaltenen Karten neutral, werden also weder als Plus- noch als Minuspunkte gewertet.
Falls bei Spielende jemand den Banker auf der Hand hält, kassiert der Banker zusätzliche Pluspunkte und die anderen Mitspieler Minuspunkte: Bei jedem Spieler werden 20 Prozent des ausgespielten und ungeschützten Grass als Provision an den Banker abgeführt, also als Minuspunkte notiert. Die Summe dieser Minuspunkte werden dem Banker als Pluspunkte gutgeschrieben.
Danach werden alle Plus- und Minuspunkte dieses Spiels saldiert, um den erfolgreichsten Dealer des aktuellen Spiels zu ermitteln. Dieser erhält zusätzlich einen Rundenbonus von 25.000 $. Darüber hinaus wird der Punktestand mit dem Ergebnis der vorherigen Spielrunden verrechnet – und auch allgemein bekannt gegeben, damit alle wissen, wer in der Gesamtwertung aktuell vorne liegt – und dadurch beim nächsten Spiel nahezu zwangsläufig der kollektiv zu bekämpfende Gegner oder „Teufel“ sein wird.

## Grass lernen und lehren

### Reduzierter Kartensatz
Um Interessierte anfangs nicht mit zu vielen Regeln zu überfordern, ist es möglich, die ersten Spiele mit einem reduzierten Kartensatz zu spielen.
In der ersten Spielrunde kann beispielsweise auf alle Skim-, Protect-, Nirvana- und Paranoia-Karten verzichten werden.

### Tabellarische Regelzusammenfassung
Die nachfolgende tabellarische Regelzusammenfassung kann dazu beitragen, einen Überblick zu den Nebenwirkungen einzelner Karten zu verschaffen und hierdurch den Einstieg in das Spiel zu erleichtern.
| Karte                                                 | Karte                                                 | Anzahl  | Effekt | Grass Transfer | Bei Spielende auf der Hand                                                                                             |
| ----------------------------------------------------- | ----------------------------------------------------- | ------- | --- | --- | --- |
| Market Open                                           | Market Open                                           | 10      | Markteröffnung | Markteröffnung | 0 |
| Grass (Peddle)                                        | 5.000                                                 | 12      | Home Grown, Mexico | | - 5.000 |
| Grass (Peddle)                                        | 25.000                                                | 10      | Colombia, Jamaica | - 25.000 | |
| Grass (Peddle)                                        | 50.000                                                | 5       | Panama | - 50.000 | |
| Grass (Peddle)                                        | 100.000                                               | 1       | Dr. Feelgood | - 100.000 | |
| Protect                                               | 25.000                                                | 4       | Schützt den entsprechenden Betrag vor fremdem Zugriff / Verlust (Schutz vor: Stone High, Euphoria, Steal Neighbor's Pot, Sold Out, Doublecrossed, Utterly Wiped Out, Banker) | Schützt den entsprechenden Betrag vor fremdem Zugriff / Verlust (Schutz vor: Stone High, Euphoria, Steal Neighbor's Pot, Sold Out, Doublecrossed, Utterly Wiped Out, Banker) | 0 |
| Protect                                               | 50.000                                                | 2       | Schützt den entsprechenden Betrag vor fremdem Zugriff / Verlust (Schutz vor: Stone High, Euphoria, Steal Neighbor's Pot, Sold Out, Doublecrossed, Utterly Wiped Out, Banker) | Schützt den entsprechenden Betrag vor fremdem Zugriff / Verlust (Schutz vor: Stone High, Euphoria, Steal Neighbor's Pot, Sold Out, Doublecrossed, Utterly Wiped Out, Banker) | 0 |
| Heat On - bust - detained - felony - search & seizure | Heat On - bust - detained - felony - search & seizure | 4x je 3 | Schränkt die Möglichkeiten des Spielers ein – eine Heat Off-Karte wird benötigt um dies rückgängig zu machen verboten Grass, Market Close, Steal Your Neighbor's Pot, Protect, Heat On eingeschränkt Heat Off – nur passender Typ (beseitigt Heat On Einschränkung) Pay Fine – benötigt ungeschütztes Grass am Markt (beseitigt Heat On Einschränkung) erlaubt Stone High, Euphoria (beseitigt Heat On Einschränkung) Sold Out, Double Crossed, Utterly Wiped Out ziehen, handeln, abwerfen, schieben | Schränkt die Möglichkeiten des Spielers ein – eine Heat Off-Karte wird benötigt um dies rückgängig zu machen verboten Grass, Market Close, Steal Your Neighbor's Pot, Protect, Heat On eingeschränkt Heat Off – nur passender Typ (beseitigt Heat On Einschränkung) Pay Fine – benötigt ungeschütztes Grass am Markt (beseitigt Heat On Einschränkung) erlaubt Stone High, Euphoria (beseitigt Heat On Einschränkung) Sold Out, Double Crossed, Utterly Wiped Out ziehen, handeln, abwerfen, schieben | 0 |
| Heat Off                                              | Heat Off                                              | 4x je 5 | Heat Off (nur passender Typ !!!) | | 0 |
| Pay Fine                                              | Pay Fine                                              | 4       | Heat Off (jede) | kleinster ungeschützter Grassbetrag geht verloren | 0 |
| Stone High {Type: Nirvana}                            | Stone High {Type: Nirvana}                            | 5       | Heat Off (jede) | kleinster ungeschützter Betrag von jedem Spieler | 0 |
| Euphoria {Type: Nirvana}                              | Euphoria {Type: Nirvana}                              | 1       | Heat Off (jede) | höchster ungeschützter Betrag von jedem Spieler | 0 |
| Steal Neighbor's Pot {Type: Skim}                     | Steal Neighbor's Pot {Type: Skim}                     | 4       | Klaut eine beliebige Grass-Karte | höchster ungeschützter Betrag von einem Spieler | 0 |
| Sold Out {Type: Paranoia}                             | Sold Out {Type: Paranoia}                             | 4       | 1 x aussetzen + schieben | kleinster eigener ungeschützter Betrag geht verloren | - 25.000 |
| Double Crossed {Type: Paranoia}                       | Double Crossed {Type: Paranoia}                       | 3       | 2 x aussetzen + schieben | höchster eigener ungeschützter Betrag geht verloren | - 50.000 |
| Utterly Wiped Out {Type: Paranoia}                    | Utterly Wiped Out {Type: Paranoia}                    | 1       | 2 x aussetzen + schieben | Markt (-Karte) und sämtliche ungeschützten Beträge gehen verloren | - 100.000 |
| Market Close                                          | Market Close                                          | 5       | Spielende | Spielende | 0 |
| Banker {Type: Skim}                                   | Banker {Type: Skim}                                   | 1       | Endabrechnung: 20 % von ungeschützten Beträgen jedes anderen Spielers (Banker wird bei Endabrechnung zuerst bedient !) | Endabrechnung: 20 % von ungeschützten Beträgen jedes anderen Spielers (Banker wird bei Endabrechnung zuerst bedient !) | Endabrechnung: 20 % von ungeschützten Beträgen jedes anderen Spielers (Banker wird bei Endabrechnung zuerst bedient !) |

## Glossar des Slangs
Für das Spiel und die Karten wird auch im deutschen Sprachraum amerikanischer Slang
verwendet.
Bust
verhaften, auffliegen lassen, schnappen, erwischen, ertappen, sprengen, zerplatzen, kaputt machen, gewaltsam beschädigen, zusammenbrechen, pleitegehen; totaler Reinfall, Razzia, Polizeiaktion
Catch a Buzz
einen Kick geben, zudröhnen, abschwirren, aus dem Staub machen
Conquer
besiegen, erobern, bezwingen, überwinden
Detain
verhaften, inhaftieren, in Gewahrsam nehmen, abhalten, hindern
Doublecross
hinterhältiger Verrat, doppeltes Spiel, falscher Hund
Euphoria
Felony
schweres Kapitalverbrechen, schwere Beschuldigung
Grab a Snack
einen kleinen Happen zu sich nehmen
Heat On
erhitzen, aufheizen, Druck machen, stressen
Heat Off
abkühlen, entspannen, beruhigen
Nirvana
Lust conquers all
nichts geht über Sex, Sex bezwingt alles
Paranoia
Peddle
hausieren gehen, feilbieten, anbieten, aufdrängen
Protect
schützen
Search & Seizure
durchsuchen, beschlagnahmen, ergreifen, festnehmen
Skim
abschöpfen, absahnen
Stone High
bekifft, zugedröhnt
Sold Out
Ausverkauf, Sonderangebot
Utterly Wiped Out
völlig weggewischt

## Copyright, Warenzeichen und Vertrieb
Grass™ ist ein Warenzeichen der Euro Games Corp. und © 1979 by Jeff London.
In nur wenigen Spielwarenfachgeschäften in Deutschland gehört Grass zum vorrätigen Sortiment, aber fast jeder Spielwarenfachhändler kann es auf Bestellung kurzfristig beschaffen. Der internationale Vertrieb wird von der Euro Games Corp. koordiniert. In Deutschland kostet ein Grass-Kartensatz circa 14 Euro, der in einem Jute-Säckchen verpackt ist, und dem eine amerikanische Spielanleitung beiliegt. Diese 'official rules' unterscheiden sich an einigen Punkten von den in diesem Artikel beschriebenen Spielregeln!